# Pé Verhaegen
Petrus Pé Verhaegen (Tremelo, 20 de febrero de 1902 - Lovaina, 5 de abril de 1958) fue un ciclista belga que corrió entre 1925 y 1935, consiguiendo 7 victorias durante su carrera deportiva.

## Palmarés
1925
- Campeonato de Bélgica de Ciclocrós

1926
- 1.º en el Tour de Flandes de los independientes

1927
- Vencedor de 2 etapas en el Tour de Francia[1][2]

1928
- Vencedor de una etapa en el Tour de Francia[3]

1929
- 1.º en la París-Bruselas

1933
- 1.º en el Tour de Hesbaye

## Resultados al Tour de Francia
- 1927. 7.º de la clasificación general. Vencedor de 2 etapas
- 1928. 16.º de la clasificación general. Vencedor de una etapa
- 1929. Abandona (7.ª etapa)